# フロリン・アンドネ
フロリン・アンドネ（Florin Andone, 1993年4月11日 - ）は、ルーマニア・ボトシャニ県ボトシャニ出身のサッカー選手。元ルーマニア代表。アトレティコ・バレアレス所属。ポジションは、フォワード。

## クラブ経歴

### 初期
2005年、12歳の時にバレンシアに移住。バレンシアの街クラブでプレーを始め、2008年にCDカステリョンのカンテラに移った。
2011年1月のセグンダ・ディビシオンB・オリウエラCF戦でトップチームデビュー。

### ビジャレアル
2011年6月、ビジャレアルCFのカンテラに入団。カンテラの他、テルセーラ・ディビシオン所属のCチームで経験を積んだ。
2013年8月、セグンダBのCDアトレティコ・バレアレスに1年間期限付き移籍。

### コルドバ
2014年6月、コルドバCFに3年契約で加入。加入直後はBチームでプレーしていたが、11月にミロスラヴ・ジュキッチ監督がトップチームに引き上げた。2014年12月、コパ・デル・レイ2014-15・グラナダCF戦1stレグで57分からシスコに代わり移籍後初出場。2ndレグで移籍後初ゴール。2015年1月のグラナダ戦でリーグ初出場。同月のSDエイバル戦では試合開始10秒で先制ゴールを挙げた。2015年10月は4ゴールを挙げセグンダ・ディビシオンの月間MVPに選ばれた。
2016年1月、セビージャFC、マラガCF、サウサンプトンFC、アストン・ヴィラFC、FCステアウア・ブカレストといったクラブからの興味が伝えられていたが、クラブとの契約を2018年まで延長した。
4月のヒムナスティック・タラゴナ戦で初ハットトリック。

### デポルティーボ
2016年7月、プリメーラ・ディビシオンのデポルティーボ・ラ・コルーニャに移籍。移籍金は470万ユーロで活躍次第で30%上乗せされる。8月のSDエイバル戦で移籍後初出場。

### ブライトン
2018年5月25日、ブライトン・アンド・ホーヴ・アルビオンFCと5年契約を締結したことが発表された。しかし、プレミアリーグになかなか適応できず、2018-19シーズンはリーグ戦わずか3得点に終わるなど、期待を裏切る結果となった。翌シーズンよりグレアム・ポッターが監督に就任すると構想外となり、さらに厳しい立場に置かれることとなった。8月23日のサウサンプトンFC戦ではヤン・ヴァレリーに危険なタックルを敢行したことで退場処分となり、このタックルはプレミアリーグの歴史で最も悪質なものと批判を受けた。

#### ガラタサライ
2019年9月2日、ガラタサライSKにレンタル移籍することが発表された。

#### カディス
2021年8月23日、カディスCFに1シーズンの契約でレンタル移籍をした。

### ラス・パルマス
2022年9月1日、UDラス・パルマスに移籍した。

### エルデンセ
2023年7月30日、CDエルデンセにフリーで加入し、2年契約を交わした。

## 代表歴
アンゲル・ヨルダネスク監督がUEFA EURO 2016予選・フェロー諸島代表戦のメンバーに招集したが、出番はなかった。
6月の北アイルランド代表戦でA代表初出場。腕を負傷していたもののUEFA EURO 2016本戦のメンバーにも招集された。

### ゴール
2019年9月5日現在
| No. | 年月日         | 会場                             | 対戦相手 | スコア | 結果 | 大会               |
| --- | -------------- | -------------------------------- | -------- | ------ | ---- | ------------------ |
| 1   | 2015年11月17日 | スタディオ・レナート・ダッラーラ | イタリア | 2–2    | 2–2  | 親善試合           |
| 2   | 2019年9月5日   | スタディオヌル・ナツィオナル     | スペイン | 1–2    | 1–2  | UEFA EURO 2020予選 |